# 土岐音頭
「土岐音頭」（ときおんど）は市丸・三浦洸一の楽曲で、1957年に発売。

## 解説
土岐市・中部日本新聞社撰定。
美濃焼で有名な岐阜県土岐市について歌われる楽曲。
発売から60年以上経つが、令和になった今でもこの曲は、毎年7月に行われる夏祭り「土岐市織部まつり」や、土岐市内で催される各種盆踊り大会で再生される定番曲となっている。
インストゥルメント、サンババージョンの「土岐サンバ」というものが存在する。
三味線:豊吉・静子

演奏:ビクターオーケストラ

## カバー
- 鈴木正夫・川崎千恵子（1997年発売） 「東京音頭／土岐音頭　日本伝統文化振興財団」に収録